# Đảo Møn

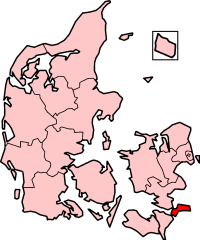
Đảo Møn màu đỏ trên bản đồ

Đảo Møn là một đảo của Đan Mạch trong Biển Baltic, gần bờ phía nam của đảo Zealand, phía tây là Đảo Falster. Đảo Møn nối với đảo Zealand bằng một cầu dài 746 m, mang tên Cầu hoàng hậu Alexandrine (tiếng Đan Mạch: Dronning Alexandrines Bro), bắc qua eo biển Ulvsund (eo biển chó sói). phía bắc đảo Møn có một đảo nhỏ tên Nyord (rộng 5 km²). Trong Vịnh Stege - giữa Møn và Zealand - cũng có đảo nhỏ Lidholm (rộng 7 ha), nơi đặt Viện thú y quốc gia nghiên cứu vi khuẩn của Đan Mạch. Điểm cao nhất của đảo Møn là Aborrebjerg, cao 143 m.
Đảo Møn có diện tích là 237,47 km² với dân số 11.700 người (1 tháng 1 năm 2006), mật độ 49 người/km².

## Các thắng cảnh

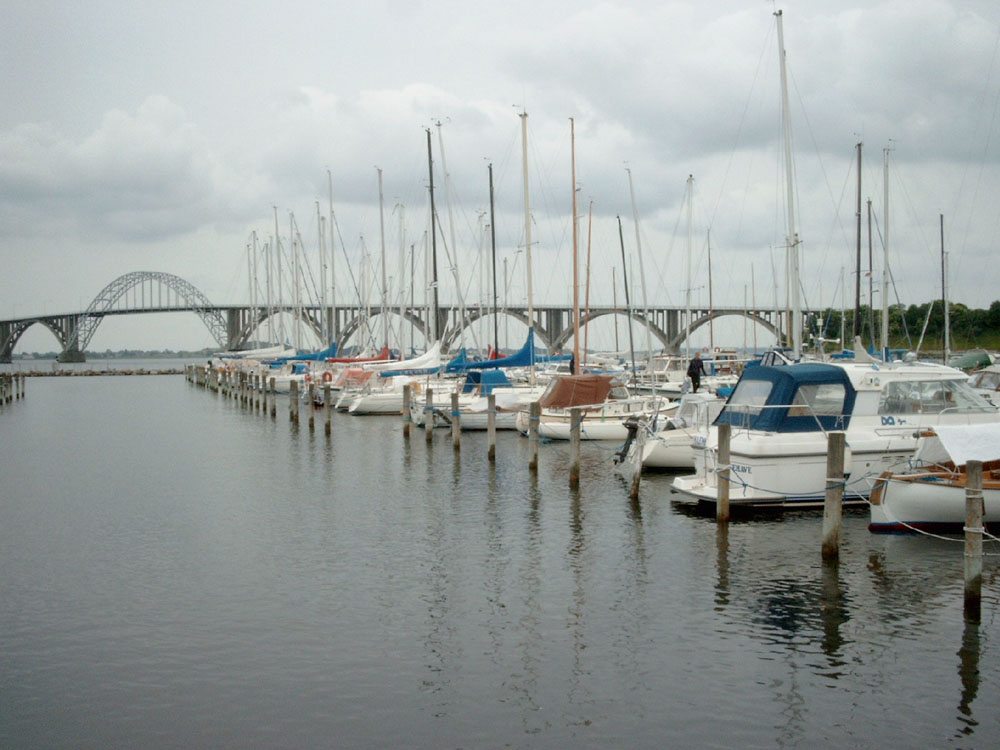
Cảng Kalvehave và cây cầu Nữ hoàng Alexandrine dẫn tới đảo.

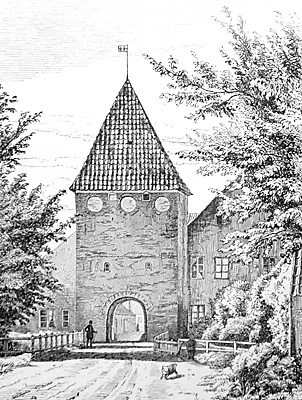
Cổng Mølle trong thế kỷ 19.

Đảo Møn nổi tiếng về vẻ đẹp thiên nhiên, có các bãi biển đẹp, các nhà thờ cổ với các bức họa vẽ trên tường (fresco) rất đẹp, như nhà thờ Elmelund xây từ đầu thế kỷ thứ 12, nhà thờ Fanefjord, nhà thờ Keldby, v.v. với các bức họa vẽ trên tường từ thế kỷ 13 và 16. Đảo Møn cũng nổi tiếng về Vách đá thiên nhiên thẳng đứng cao 128 m, dài 6 km (tiếng Anh: The White Cliffs of Møn). Thành phố Stege - thủ phủ của đảo - được công nhận là thương trấn từ năm 1268, có một trong các chiến lũy cổ nhất Bắc Âu từ thời Trung cổ. Lâu pháo đài của thành phố Stege được xây dựng từ khoảng năm 1220 bằng gỗ, tới năm 1245 được xây lại bằng gạch, đá. Cổng Mølle của thành phố này xây từ cuối thế kỷ 15, cũng đều được bảo quản tốt.

## Lịch sử
Từ thời Trung cổ, Møn đã có một nền kinh tế phát đạt nhờ việc đánh bắt cá trích ở Eo biển Oresund và thị trường tiêu thụ ở vùng Scania (Skåne, miền nam Thụy Điển hiện nay, trước kia thuộc Đan Mạch). Khoảng đầu thế kỷ 12, Møn bị các người Wend (một bộ tộc Slav) cướp phá. Năm 1252, người Đức Henrik xứ Æmelthorp xâm chiếm Møn. Năm 1289, các người Na Uy tấn công đảo. Vào năm 1510, trong cuộc chiến tranh của thành bang thương mại Lübeck chống vua Hans (Đan Mạch), thành phố Borre của đảo bị tàn phá, nhưng thành phố Stege dưới quyền chỉ huy của tướng Anders Bille đã đẩy lui mọi cuộc tấn công.
Trong cuộc nội chiến 1534 - 1536, dân Møn theo quân nổi dậy của Bá tước Christoffer xứ Oldenburg, tấn công và phá lâu pháo đài Stege (sau đó quân nổi dậy bị dẹp tan). Trong cuộc chiến tranh Thụy Điển - Đan Mạch (1658 - 1660), người Møn đã phòng thủ được rất lâu. Cuối cùng quân Thụy Điển từ đảo Bogø đổ bộ lên đảo Møn, đánh bại quân phòng thủ ở Lille Damme và cướp phá đảo tan hoang (mãi lâu sau đảo mới phục hồi). Năm 1664 vua Đan Mạch đem đảo Møn thế chấp cho nhà buôn người Hà Lan Gabriel Marselis, khi Gabriel chết thì đảo thuộc quyền con trai của ông ta là Vilhelm Marselis (đến năm 1684 - 20 năm sau - Møn mới được chuộc lại).
Năm 1665, đội kỵ binh ngự lâm quân được chuyển tới đảo, viên chỉ huy Samuel C. von Plessen kiêm chức trưởng Amt Møn (tương đương tỉnh hạt). Đất đai bị sung công để trồng cỏ cho ngựa ăn và nông dân bị cướp bóc, hà hiếp. Năm 1697 - khi đảo đã kiệt quệ - đội kỵ binh mới rời khỏi đảo (sau đó, Plessen bị đưa ra tòa, bị phạt tù và chết năm 1704).
Năm 1696, đạo luật buộc nam nông dân từ 18 tới 36 tuổi phải cư ngụ thường xuyên tại nông trại nơi làm việc, bị bãi bỏ với điều kiện là nếu gia đình nào có từ hai con trai trở lên thì phải cho một con trai vào làm thủy thủ, do đó một trường hàng hải đã được lập ở thành phố Stege từ năm 1701 (đến năm 1727 dời sang Copenhagen).
Năm 1769, khu đất nhà vua ở Møn được chia thành 5 nông trại và đưa ra bán. Khoảng ½ nông dân Møn làm việc tại 5 nông trại mới này.
Đầu thế kỷ 20, đảo Møn có khoảng 14.000 cư dân. Theo thời gian số cư dân giảm dần. Tới thập niên 1970 thì dân số ổn định như hiện nay.